# Оналяска (Вісконсин)
Оналяска (англ. Onalaska) — місто (англ. city) в США, в окрузі Ла-Кросс штату Вісконсин. Населення — 18 803 особи (2020).

## Географія
Оналяска розташована за координатами 43°53′26″ пн. ш. 91°12′5″ зх. д. / 43.89056° пн. ш. 91.20139° зх. д. (43.890467, -91.201506).  За даними Бюро перепису населення США в 2010 році місто мало площу 27,78 км², з яких 26,22 км² — суходіл та 1,56 км² — водойми.

## Демографія
Згідно з переписом 2010 року, у місті мешкало 17 736 осіб у 7331 домогосподарстві у складі 4792 родин. Густота населення становила 638 осіб/км².  Було 7608 помешкань (274/км²).
Расовий склад населення:
| - 90,7 % — білих - 5,7 % — азіатів - 1,1 % — чорних або афроамериканців - 0,3 % — корінних американців |

До двох чи більше рас належало 1,7 %. Частка іспаномовних становила 1,6 % від усіх жителів.
За віковим діапазоном населення розподілялося таким чином: 24,9 % — особи молодші 18 років, 59,8 % — особи у віці 18—64 років, 15,3 % — особи у віці 65 років та старші. Медіана віку мешканця становила 38,5 року. На 100 осіб жіночої статі у місті припадало 92,4 чоловіків;  на 100 жінок у віці від 18 років та старших — 89,1 чоловіків також старших 18 років.
Середній дохід на одне домашнє господарство  становив 80 777 доларів США (медіана — 53 737), а середній дохід на одну сім'ю — 97 680 доларів (медіана — 70 288). Медіана доходів становила 51 011 долар для чоловіків та 36 133 долари для жінок. За межею бідності перебувало 8,7 % осіб, у тому числі 8,9 % дітей у віці до 18 років та 13,0 % осіб у віці 65 років та старших.
Цивільне працевлаштоване населення становило 9184 особи. Основні галузі зайнятості: освіта, охорона здоров'я та соціальна допомога — 31,6 %, виробництво — 16,2 %, роздрібна торгівля — 12,5 %.